# Halové mistrovství světa v atletice 1993

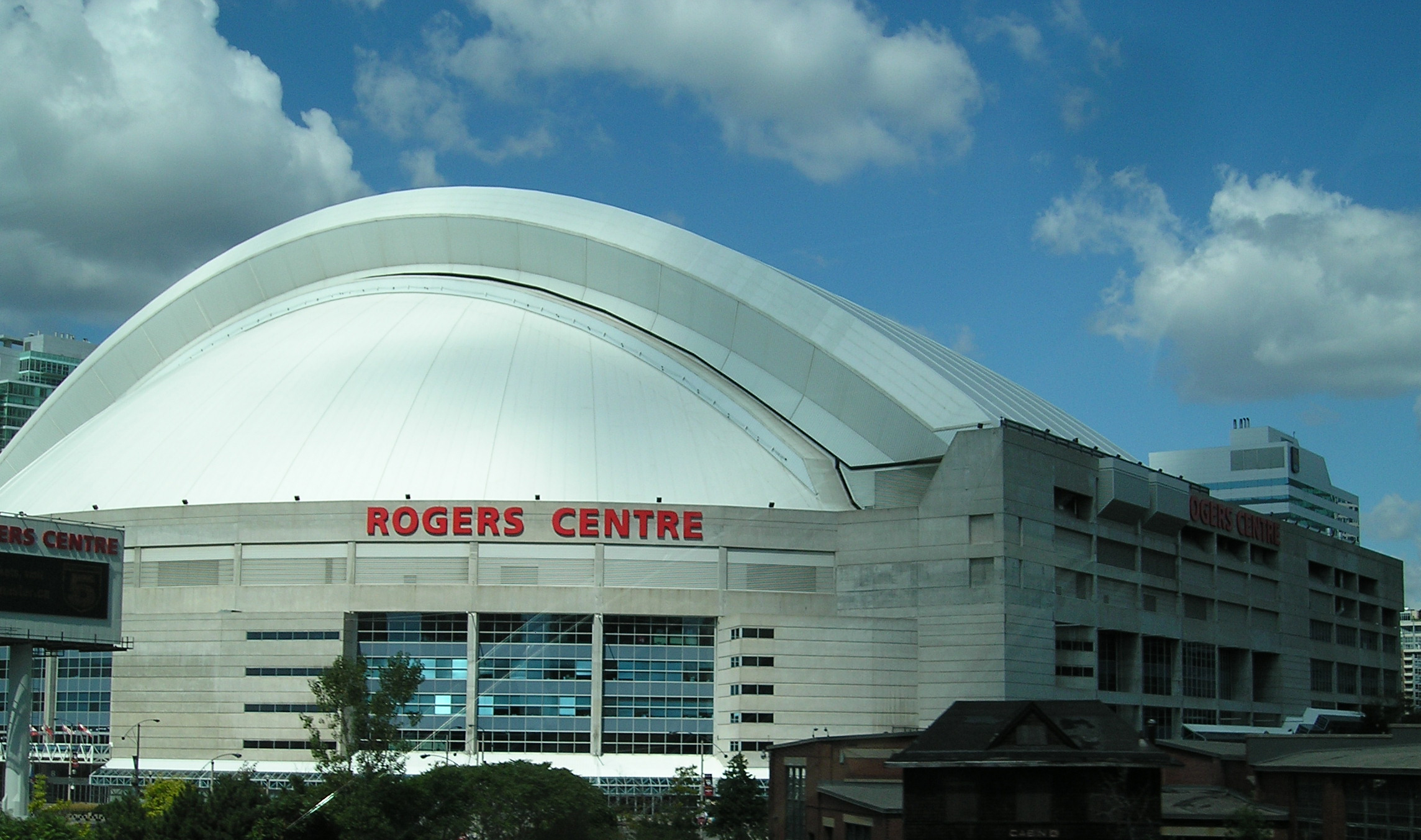
Hala Rogers Centre, dějiště HMS 1993

4. halové mistrovství světa v atletice se odehrávalo ve dnech 12. – 14. března 1993 v kanadském Torontu, v hale SkyDome (dnes Rogers Centre). Atletických soutěží se zúčastnilo 537 atletů a atletek z 93 států světa.
Na tomto šampionátu se naposledy konaly chodecké disciplíny. Mužská chůze na 5 km a ženská chůze na 3 km. Do programu se naopak poprvé dostaly víceboje, byť jen jako ukázková disciplína. Zvláštností byl rovněž štafetový běh na 1600 m (800 m, 200 m, 200 m, 400 m).

## Česká účast
Českou republiku na tomto šampionátu reprezentovalo 6 atletů (5 mužů a 1 žena).

## Medailisté

### Muži
| Soutěž            | Zlato                                                           | Stříbro                                                                      | Bronz                                                                         |
| ----------------- | --------------------------------------------------------------- | ---------------------------------------------------------------------------- | ----------------------------------------------------------------------------- |
| 60 m              | Bruny Surin 6,50                                                | Frankie Fredericks 6,51                                                      | Talal Mansour 6,57                                                            |
| 200 m             | James Trapp 20,63                                               | Damien Marsh 20,71                                                           | Kevin Little 20,72                                                            |
| 400 m             | Butch Reynolds 45,26                                            | Sunday Bada 45,75                                                            | Darren Clark 46,45                                                            |
| 800 m             | Tom McKean 1:47,29                                              | Charles Nkazamyampi 1:47,62                                                  | Nico Motchebon 1:48,15                                                        |
| 1500 m            | Marcus O'Sullivan 3:45,00                                       | David Strang 3:45,30                                                         | Branko Zorko 3:45,39                                                          |
| 3000 m            | Gennaro Di Napoli 7:50,26                                       | Éric Dubus 7:50,57                                                           | Enrique Molina 7:51,10                                                        |
| 60 m př.          | Mark McKoy 7,41                                                 | Colin Jackson 7,43                                                           | Tony Dees 7,43                                                                |
| Štafeta 4 × 400 m | USA 3:04,20 Darnell Hall Brian Irvin Jason Rouser Danny Everett | Trinidad a Tobago 3:07,02 Daziel Jules Alvin Daniel Neil de Silva Ian Morris | Japonsko 3:07,30 Masayoshi Kan Seiji Inagaki Yoshihiko Saito Hiroyuki Hayashi |
| Chůze na 5 km     | Michail Ščennikov 18:32,10                                      | Robert Korzeniowski 18.35,91                                                 | Michail Orlov 18:43,48                                                        |
| Skok do výšky     | Javier Sotomayor 2,41 m                                         | Patrik Sjöberg 2,39 m                                                        | Steve Smith 2,37 m                                                            |
| Skok o tyči       | Radion Gataullin 5,90 m                                         | Grigorij Jegorov 5,80 m                                                      | Jean Galfione 5,80 m                                                          |
| Skok daleký       | Iván Pedroso 8,23 m                                             | Joe Greene 8,13 m                                                            | Jaime Jefferson 7,98 m                                                        |
| Trojskok          | Pierre Camara 17,59 m                                           | Māris Bružiks 17,36 m                                                        | Brian Wellman 17,27 m                                                         |
| Vrh koulí         | Mike Stulce 21,27 m                                             | Jim Doehring 21,08 m                                                         | Oleksandr Bahač 20,63 m                                                       |

### Ženy
| Soutěž            | Zlato                                                                                           | Stříbro                                                                               | Bronz                       |
| ----------------- | ----------------------------------------------------------------------------------------------- | ------------------------------------------------------------------------------------- | --------------------------- |
| 60 m              | Gail Deversová 6,95                                                                             | Irina Privalovová 6,97                                                                | Žanna Tarnopolská 7,21      |
| 200 m             | Irina Privalovová 22,15                                                                         | Melinda Gainsfordová 22,73                                                            | Natalja Voronovová 22,90    |
| 400 m             | Sandie Richardsová 50,93                                                                        | Taťána Aleksejevová 51,03                                                             | Jearl Milesová 51,37        |
| 800 m             | Maria Mutolaová 1:57,5                                                                          | Světlana Mastěrkovová 1:59,18                                                         | Joetta Clarková 1:59,86     |
| 1500 m            | Jekatěrina Podkopajevová 4:09,29                                                                | Violeta Becleaová 4:09,41                                                             | Sandra Gasserová 4:10,99    |
| 3000 m            | Yvonne Murrayová 8:50,55                                                                        | Margareta Keszegová 9:02,89                                                           | Lynn Jenningsová 9:03,78    |
| 60 m př.          | Julie Baumannová 7,86                                                                           | LaVonna Martinová 7,99                                                                | Patricia Girardová 8,01     |
| Štafeta 4 × 400 m | Jamajka 3:32,22 Deon Hemmingsová Beverley Grantová Cathy Rattray-Williamsová Sandie Richardsová | USA 3:32,50 Trevaia Williamsová Terri Dendyová Dyan Webberová Natasha Kaiser-Brownová | neudělena                   |
| Chůze na 3 km     | Jelena Nikolajevová 11:49,73                                                                    | Kerry Saxbyová 11:53,82                                                               | Ileana Salvadorová 11:55,35 |
| Skok do výšky     | Stefka Kostadinovová 2,02 m                                                                     | Heike Henkelová 2,02 m                                                                | Inga Babakovová 2,00 m      |
| Skok daleký       | Marieta Ilcuová 6,84 m                                                                          | Susen Tiedtkeová 6,84 m                                                               | Inessa Kravecová 6,77 m     |
| Trojskok          | Inessa Kravecová 14,47 m                                                                        | Jolanda Čenová 14,36 m                                                                | Inna Lasovská 14,35 m       |
| Vrh koulí         | Světlana Kriveljovová 19,57 m                                                                   | Stephanie Storpová 19,37 m                                                            | Zhang Liuhong 19,32 m       |

## Ukázkové disciplíny

### Muži
| Soutěž            | Zlato                                                            | Stříbro                                                                            | Bronz                                                                        |
| ----------------- | ---------------------------------------------------------------- | ---------------------------------------------------------------------------------- | ---------------------------------------------------------------------------- |
| Sedmiboj          | Dan O'Brien 6 476 bodů                                           | Mike Smith 6 279 bodů                                                              | Eduard Hämäläinen 6 075 bodů                                                 |
| Štafeta na 1600 m | USA 3:15,10 Mark Everett James Trapp Kevin Little Butch Reynolds | Brazílie 3:16,11 Gilmar dos Santos André da Silva Sidnei Telles Eronilde de Araujo | Kanada 3:16,93 Freddie Williams Ricardo Greenidge Peter Ogilvie Mark Jackson |

### Ženy
| Soutěž            | Zlato                                                                    | Stříbro                                                                                | Bronz                        |
| ----------------- | ------------------------------------------------------------------------ | -------------------------------------------------------------------------------------- | ---------------------------- |
| Pětiboj           | Liliana Năstaseová 4 686 bodů                                            | Urszula Włodarczyková 4 667 bodů                                                       | Birgit Clariusová 4 641 bodů |
| Štafeta na 1600 m | USA 3:45,90 Joetta Clarková Wendy Vereenová Kim Battenová Jearl Clarková | Kanada 3:56,34 Donalda Dupreyová Sonia Paquetteová Mame Twumasiová Alanna Yakiwchuková | nikdo                        |

## Medailové pořadí
| Umístění | Stát              | Zlato | Stříbro | Bronz | Celkem |
| -------- | ----------------- | ----- | ------- | ----- | ------ |
| 1.       | Rusko             | 6     | 4       | 3     | 13     |
| 2.       | USA               | 5     | 4       | 5     | 14     |
| 3.       | Velká Británie    | 2     | 2       | 1     | 5      |
| 4.       | Kuba              | 2     | 0       | 1     | 3      |
| 5.       | Jamajka           | 2     | 0       | 0     | 2      |
| 5.       | Kanada            | 2     | 0       | 0     | 2      |
| 7.       | Rumunsko          | 1     | 2       | 0     | 3      |
| 8.       | Francie           | 1     | 1       | 2     | 4      |
| 9.       | Ukrajina          | 1     | 0       | 4     | 5      |
| 10.      | Itálie            | 1     | 0       | 1     | 2      |
| 10.      | Švýcarsko         | 1     | 0       | 1     | 2      |
| 12.      | Bulharsko         | 1     | 0       | 0     | 1      |
| 12.      | Irsko             | 1     | 0       | 0     | 1      |
| 12.      | Mosambik          | 1     | 0       | 0     | 1      |
| 15.      | Austrálie         | 0     | 3       | 1     | 4      |
| 15.      | Německo           | 0     | 3       | 1     | 4      |
| 17.      | Burundi           | 0     | 1       | 0     | 1      |
| 17.      | Kazachstán        | 0     | 1       | 0     | 1      |
| 17.      | Lotyšsko          | 0     | 1       | 0     | 1      |
| 17.      | Namibie           | 0     | 1       | 0     | 1      |
| 17.      | Nigérie           | 0     | 1       | 0     | 1      |
| 17.      | Polsko            | 0     | 1       | 0     | 1      |
| 17.      | Švédsko           | 0     | 1       | 0     | 1      |
| 17.      | Trinidad a Tobago | 0     | 1       | 0     | 1      |
| 25.      | Bermudy           | 0     | 0       | 1     | 0      |
| 25.      | Čína              | 0     | 0       | 1     | 1      |
| 25.      | Chorvatsko        | 0     | 0       | 1     | 0      |
| 25.      | Japonsko          | 0     | 0       | 1     | 1      |
| 25.      | Katar             | 0     | 0       | 1     | 1      |
| 25.      | Španělsko         | 0     | 0       | 1     | 1      |